# Traffic Inspector
Traffic Inspector — универсальный шлюз безопасности, разрабатываемый российской компанией «Смарт-Софт». Основные задачи программы — организация доступа в Интернет, сетевая защита, отчеты по использованию ресурсов сети Интернет, фильтрация контента, маршрутизация, биллинг, ограничение скоростей.
Traffic Inspector не требует дорогостоящего сетевого оборудования и устанавливается на стандартном персональном компьютере, выполняющем функции шлюза для LAN-сети. Программа поддерживает следующие операционные системы: Microsoft Windows 7 x86, Windows 7 x64, Windows 8 x86, Windows 8 x64, Windows 8.1 x86, Windows 8.1 x64, Windows Server 2008 R2 x64, Windows Server 2012, Windows Server 2012 R2.
Traffic Inspector включает набор модулей, расширяющих функциональность программы. Администрирование программы осуществляется в графическом режиме, через оснастку Microsoft Management Console. На сайте разработчика доступна бесплатная 30-дневная пробная версия программы.
В 2014 году разработан прототип Traffic Inspector Enterprise - комплексной системы централизованного контроля и управления сетевым доступом для нужд РОНО, многофилиальных структур, региональных министерств, надзорных и регулирующих органов для объединения всех подведомственных учреждений в единую сеть, безопасного обмена данными и организации доступа в Интернет по утверждённой головным органом политике безопасности. Продукт успешно использован в рамках проекта «Киберпочт@» ФГУП «Почта России» для объединения и централизованного управления более 15000 пунктами коллективного доступа по всей России.
В 2015 году разработаны специальные решения на основе Traffic Inspector для среднего и малого бизнеса, гос. учреждений, учреждений образования и здравоохранения, ресторанов, кафе, отелей и гостиниц.

## Функциональные возможности
- Организация интернет-доступа. Поддержка коммутируемых подключений (dial-up serial networking), IEEE 802.3 (Ethernet), 802.11 (Wi-Fi), IEEE 802.1Q (VLAN), PPPoE, VPN (PPTP, IPsec/L2TP, SSTP, IKE и другие). Работа пользователей с сетью Интернет может осуществляться как через NAT, так и через HTTP прокси-сервер или SOCKS прокси-сервер, встроенные в программу. Публикация служб работающих из-за NAT.
- Пользователи и группы. Организация доступа с разграничениями по пользователям, компьютерам или группам. Поддержка собственных учетных записей пользователей и импорт учетных записей из Active Directory. Регистрация пользователей вручную через мастер создания пользователя, мастер импорта пользователей из локальной сети / Active Directory, автодобавление пользователей из Active Directory, регистрация по сетевой активности, регистрация на веб-портале, регистрация в результате прохождения СМС-идентификации. Аутентификация по логину / паролю, по IP/MAC/VLAN ID, по email-адресу, по учетным данным ЕСИА. Аутентификация через клиентский агент TI / web-агент TI, через браузер на веб-прокси, через браузер на веб-портале. Поддержка HTTP NTLM, HTTP Basic, проприетарного протокола аутентификации на базе UDP. SSO аутентификация в доменной среде Active Directory.
- Идентификация по SMS и через ЕСИА. Traffic Inspector предлагает механизм Идентификация с помощью SMS для выполнения требований законодательства Российской Федерации (Постановление Правительства РФ № 758) в сфере предоставления публичного доступа к сети Интернет. Данная процедура позволяет однозначно связать устройство, пытающееся подключиться к Сети, с номером телефона конкретного человека. Поддержка идентификации пользователей через портал госуслуг / базу ЕСИА.
- Сетевая безопасность. Контекстный межсетевой экран, система предотвращения чрезмерной сетевой активности, антивирусная проверка почтового и веб-трафика на уровне шлюза, система обнаружения и предотвращения вторжений.
- Фильтрация трафика. Фильтрация по URL с использованием регулярных выражений, фильтрация по категориям URL, контентная фильтрация по MIME-типам, Layer 7 фильтрация, фильтрация спама, фильтрация баннеров, графики и другого нежелательного медиа-контента. Анализ SSL/TLS позволяет перехватывать и расшифровывать защищенные HTTPS-соединения. Все методы фильтрации, которые доступны для незашифрованных соединений, могут использоваться и в случае с защищенными соединениями.
- Контроль доступа к сети Интернет. Запрет доступа к нежелательным веб-сайтам, запрет загрузок нежелательного веб-контента.
- Расширенная маршрутизация. Поддержка маршрутизации по условию (policy-based routing), резервирование каналов (connection failover), ограничение скорости работы пользователей (шейпер) и приоритизация трафика.
- Интеграция со средой Microsoft Active Directory. Поддерживается импорт пользователей из домена Active Directory и аутентификация пользователей через домен.
- Почтовый шлюз. SMTP-шлюз принимает и отфильтровывает нежелательную почту перед тем как она попадет на внутренний почтовый сервер организации. Поддерживается фильтрация для неизвестных адресатов, фильтрация по размеру сообщения, по количеству получателей в сообщении, проверка существования почтового домена отправителя (DNS MX запись), черные / белые списки IP-адресов отправителей, черные / белые списки email-адресов отправителей, черные / белые списки email-адресов получателей, черные / белые списки тем почтовых сообщений.
- Биллинг и отчеты. Система биллинга, учёт и тарификация трафика; контроль, статистика, мониторинг сетевой активности пользователей в реальном времени, отчеты по использованию сети Интернет.

## Модули
- Adguard - фильтрация рекламы, социальных виджетов и всплывающих окон.
- NetPolice для Traffic Inspector - URL-фильтрация по категориям веб-ресурсов.
- Traffic Inspector Anti-Virus Powered by Kaspersky - антивирусная проверка HTTP и SMTP-трафика, проходящего через прокси-сервер и почтовый шлюз Traffic Inspector.
- Traffic Inspector Anti-Spam Powered by Kaspersky - фильтр для защиты от спама и нежелательное почты в Traffic Inspector.

## Traffic Inspector Enterprise
Traffic Inspector Enterprise – программное обеспечение для централизованного контроля и управления интернет-доступом и создания доверенной среды для географически распределенной корпоративной сети. Traffic Inspector Enterprise решает следующие задачи:
- Централизованный контроль Интернет-доступа с использованием единой консоли управления
- Сетевая защита региональных офисов с помощью универсального средства противодействия сетевым угрозам
- Возможность головному офису получать отчеты об использовании ресурсов сети Интернет по всем региональным офисам

## Traffic Inspector Next Generation
Traffic Inspector Next Generation - новое поколение ПО Traffic Inspector. Является форком open-sourсe решения OPNsense и использует операционную систему FreeBSD в качестве среды выполнения.